# Oberea brevithorax
Oberea brevithorax är en skalbaggsart som beskrevs av J. Linsley Gressitt 1936. Oberea brevithorax ingår i släktet Oberea och familjen långhorningar.
Artens utbredningsområde är Taiwan. Inga underarter finns listade i Catalogue of Life.